# Benigna von Krusenstjern
Benigna von Krusenstjern (* 10. September 1947 in Clenze, Landkreis Lüchow-Dannenberg) ist eine deutsche Historikerin.

## Leben
Benigna von Krusenstjern wurde als Tochter des baltendeutschen Schriftleiters Ewert von Krusenstjern und seiner Frau Käte, geb. Majus, geboren. Sie besuchte Gymnasien in Bielefeld und Wiesbaden und studierte seit dem Wintersemester 1966/67 Geschichte und Germanistik an den Universitäten Mainz und München. 1972 erhielt sie in Mainz den Magistertitel, 1979 wurde sie dort im Fach Osteuropäische Geschichte mit einer von Gotthold Rhode betreuten Arbeit über die erste ungarische Kleinlandwirte-Partei zum Dr. phil. promoviert. Von 1972 bis 1975 arbeitete sie als Redakteurin bei der Deutschen Gesellschaft für Auswärtige Politik in Bonn. Von 1980 bis zu dessen Schließung 2007 war sie als wissenschaftliche Mitarbeiterin am Max-Planck-Institut für Geschichte in Göttingen (zunächst in der Projektgruppe „Dahlmann-Waitz – Quellenkunde der deutschen Geschichte“, danach in der Forschungsgruppe „Geschichte der Frühen Neuzeit“) tätig.
Ihre Arbeitsschwerpunkte sind das 17. und 20. Jahrhundert. Im Jahr 1997 legte sie über Selbstzeugnisse als Geschichtsquellen während des Dreißigjährigen Krieges eine Veröffentlichung vor. Im selben Jahr wurde zum 350. Jahrestag des Westfälischen Friedens eine internationale Tagung am Göttinger Max-Planck-Institut für Geschichte abgehalten. Die von ihr gemeinsam mit Hans Medick herausgegebenen 26 Beiträge behandeln u. a. die technischen Faktoren der Kriegsführung, die Rolle der Soldaten und Frauen im Krieg, die Selbstzeugnisse, die Literatur und Musik bis hin zur Nachwirkung des Kriegs in späteren Jahrhunderten. Der Tagungsband erschien 1999. Über den Hitler-Gegner und Mitverschwörer des 20. Juli 1944 Adam von Trott zu Solz veröffentlichte sie 2009 die erste wissenschaftliche Biografie.

## Schriften
Monographien
- Philip Crusius von Krusenstiern (1597–1676). Sein Wirken in Livland als Rußlandkenner, Diplomat und Landespolitiker (= Wissenschaftliche Beiträge zur Geschichte und Landeskunde Ost-Mitteleuropas. Bd. 102). J.-G.-Herder-Institut, Marburg 1976, ISBN 3-87969-137-1 (Zugleich: Mainz, Universität, Magisterarbeit, 1972).
- Die Ungarische Kleinlandwirte-Partei (1909–1922/1929) (= Studia Hungarica. Schriften des Ungarischen Instituts München. Bd. 18). Trofenik, Mainz 1981, ISBN 3-87828-145-5 (Zugleich: Mainz, Universität, Dissertation, 1979).
- Selbstzeugnisse der Zeit des Dreißigjährigen Krieges. Beschreibendes Verzeichnis (= Selbstzeugnisse der Neuzeit. Bd. 6). Akademie Verlag, Berlin 1997, ISBN 3-05-002743-6.
- „daß es Sinn hat zu sterben – gelebt zu haben“. Adam von Trott zu Solz. 1909–1944. Biographie. Wallstein Verlag, Göttingen 2009, ISBN 978-3-8353-0506-9.

Aufsätze
- Endre Bajcsy-Zsilinszky (1886–1944) in der historischen Literatur, in: Ungarn-Jahrbuch 16, 1988, S. 193–201.
- Buchhalter ihres Lebens. Über Selbstzeugnisse aus dem 17. Jahrhundert, in: Das dargestellte Ich. Studien zu Selbstzeugnissen des späteren Mittelalters und der frühen Neuzeit. Hrsg. von Klaus Arnold u. a., Bochum 1999, S. 139–146.
- mit Hans Medick: Die Nähe und Ferne des Dreißigjährigen Krieges, in: Benigna von Krusenstjern, Hans Medick (Hrsg.): Zwischen Alltag und Katastrophe. Der Dreißigjährige Krieg aus der Nähe (= Veröffentlichungen des Max-Planck-Instituts für Geschichte. Bd. 148), Göttingen 1999, S. 13–36.
- Seliges Sterben und böser Tod. Tod und Sterben in der Zeit des Dreißigjährigen Krieges, in: Benigna von Krusenstjern, Hans Medick (Hrsg.): Zwischen Alltag und Katastrophe. Der Dreißigjährige Krieg aus der Nähe (= Veröffentlichungen des Max-Planck-Instituts für Geschichte. Bd. 148), Göttingen 1999, S. 469–496.
- Prodigienglaube und Dreißigjähriger Krieg, in: Hartmut Lehmann, Anne-Charlott Trepp (Hrsg.): Im Zeichen der Krise. Religiosität im Europa des 17. Jahrhunderts (= Veröffentlichungen des Max-Planck-Instituts für Geschichte. Bd. 152), Göttingen 1999, S. 53–78.
- Die Tränen des Jungen über ein vertrunkenes Pferd. Ausdrucksformen von Emotionalität in Selbstzeugnissen des späten 16. und des 17. Jahrhunderts, in: Kaspar von Greyerz u. a. (Hrsg.): Von der dargestellten Person zum erinnerten Ich. Europäische Selbstzeugnisse als historische Quellen (= Selbstzeugnisse der Neuzeit. Bd. 9), Köln 2001, S. 157–168.
- Das Schiff, der Steuermann und die Kriegsfluten. Staatserfahrung im Dreißigjährigen Krieg, in: Paul Münch (Hrsg.): „Erfahrung“ als Kategorie der Frühneuzeitgeschichte (= Historische Zeitschrift, Beiheft 31), München 2001, S. 425–432.
- Schreibende Frauen in der Stadt der Frühen Neuzeit, in: Daniela Hacke (Hrsg.): Frauen in der Stadt. Selbstzeugnisse des 16.–18. Jahrhunderts (= Stadt in der Geschichte. Bd. 29), Ostfildern 2004, S. 41–58.
- „Gott der allmechtig, der das weter fiehren kann, wohin er will.“ Gottesbild und Gottesverständnis in frühneuzeitlichen Chroniken, in: Wolfgang Behringer u. a. (Hrsg.): Kulturelle Konsequenzen der „Kleinen Eiszeit“ (= Veröffentlichungen des Max-Planck-Instituts für Geschichte. Bd. 212), Göttingen 2005, S. 179–194.
- Gelehrtenexistenz im Dreißigjährigen Krieg. Wilhelm Schickard in seinen Briefen, in: Alf Lüdtke und Reiner Prass (Hrsg.): Gelehrtenleben. Wissenschaftspraxis in der Neuzeit (= Selbstzeugnisse der Neuzeit. Bd. 18), Köln 2008, S. 33–45.
- „O Jahrhundert! Komm, beginne …!“ Die Jahrhundertwende von 1800/1801 in der zeitgenössischen Publizistik, in: Manfred Jakubowski-Tiessen u. a. (Hrsg.): Jahrhundertwenden. Endzeit- und Zukunftsvorstellungen vom 15. bis zum 20. Jahrhundert (= Veröffentlichungen des Max-Planck-Instituts für Geschichte. Bd. 155), Göttingen 1999, S. 235–251.
- Adam von Trott zu Solz oder Widerstand aberkannt? in: Historische Mitteilungen 13, 2000, S. 233–242.
- Adam von Trott and the British, in: Humanitas. The Journal of the George Bell Institute 11, 2009, S. 3–16.
- Adam von Trott zu Solz und “die Notwendigkeit zu kämpfen”, in: Ludwig Mehlhorn (Hrsg.): Gewissheit im Widerstand. Adam von Trott zum 100. Geburtstag. Berlin 2011, S. 17–39.
- Der Widerstandskämpfer Adam von Trott zu Solz und das Auswärtige Amt, in: Jan Erik Schulte, Michael Wala (Hrsg.): Widerstand und Auswärtiges Amt. Diplomaten gegen Hitler. München 2013, S. 169–178 und 321–324.
- Ein Göttinger Student. Adam von Trott zu Solz. Zur politischen Entwicklung des Widerstandskämpfers, in: Göttinger Jahrbuch 2014, S. 209–219.
- Trott zu Solz, August und Adam von, in: Neue Deutsche Biographie 26, 2016, S. 457 ff.

Herausgeberschaften
- mit Hans Medick: Zwischen Alltag und Katastrophe – Der Dreißigjährige Krieg aus der Nähe (= Veröffentlichungen des Max-Planck-Instituts für Geschichte. Bd. 48). Vandenhoeck & Ruprecht, Göttingen 1999, ISBN 3-525-35463-0.
- mit Hans Erich Bödeker und Michael Matthiesen: Rudolf Vierhaus. Vergangenheit als Geschichte (= Veröffentlichungen des Max-Planck-Instituts für Geschichte. Bd. 183). Vandenhoeck & Ruprecht, Göttingen 2002, ISBN 978-3-525-35179-6.